# Skifferflugsnappare
Skifferflugsnappare (Ficedula basilanica) är en hotad fågel i familjen flugsnappare inom ordningen tättingar. Den förekommer i centrala och södra Filippinerna.

## Utseende och läten
Skifferflugsnapparen är en liten (12 cm) flugsnappare med relativt kraftig näbb och kort stjärt. Hanen har skiffergrått på huvud och ovansida med brunare vingpennor. Bakom ögat syns ett lysande vitt ögonbrynsstreck som ofta är dolt men som syns tydligt under sången. Undersidan är vit med ett otydligt grått bröstband och grå flanker. Benen är ljusskära.
Honan är rostbrun istället för skiffergrå ovan och på huvudet, färgstarkast på övre stjärttäckarna. I ansiktet syns en ljusbeige ögonring. Den vita undersidan har roströd anstrykning på bröst och flanker. Hanen liknar hona nunneflugsnappare men skiljs på mörkare ovansida och ögonbrynsstrecket. Honan liknar mindanaoflugsnapparen, men denna saknar ögonring.
Lätet är en tystlåtet, ljust och fallande tretonig serie. Sången består av vackra flödande melodiska serier.

## Utbredning och systematik
Skifferflugsnappare delas in i två underarter med följande utbredning:
- Ficedula basilanica samarensis – förekommer i centrala Filippinerna (Leyte och Samar)
- Ficedula basilanica basilanica – förekommer i södra Filippinerna (Basilan, Dinagat och Mindanao)

## Levnadssätt
Fågeln hittas i tät undervegetation i låglänta skogar, vanligen under 900 meters höjd men tillfälligt upp till 1 200. Den verkar tolerera gallrad skog och frekventerar även skog på karstmark. Den utgår lätt upptäckt och håller sig nära marken.

## Status och hot
Skifferflugsnapparen är begränsad till låglandsskogar i ett område där de avverkas i snabb takt. Fågeln tros därför minska kraftigt i antal. Den tas upp på rödlistan för hotade arter av internationella naturvårdsunionen IUCN, i kategorin sårbar.

## Namn
På svenska har arten även kallats basilanflugsnappare.